# Torneo WTA de Varsovia
El Torneo de Varsovia (oficialmente BNP Paribas Warsaw Open) es un torneo de tenis que se disputa anualmente en Polonia en superficie dura. Este evento forma parte del calendario WTA desde 2021, donde se realizó su primera edición en Gdynia, pero, desde 2022, se trasladó a Varsovia.

## Resultados en la era abierta

### Individual femenino
| Año      | Campeona        | Finalista       | Resultado   |
| Gdynia   | Gdynia          | Gdynia          | Gdynia      |
| -------- | --------------- | --------------- | ----------- |
| 2021     | Maryna Zanevska | Kristína Kučová | 6-4, 7-6(4) |
| Varsovia |                 |                 |             |
| 2022     | Caroline Garcia | Ana Bogdan      | 6-4, 6-1    |
| 2023     | Iga Świątek     | Laura Siegemund | 6-0, 6-1    |

### Dobles femenino
| Año      | Campeonas                        | Finalistas                          | Resultado        |
| Gdynia   | Gdynia                           | Gdynia                              | Gdynia           |
| -------- | -------------------------------- | ----------------------------------- | ---------------- |
| 2021     | Anna Danilina Lidziya Marozava   | Kateryna Bondarenko Katarzyna Piter | 6-3, 6-2         |
| Varsovia |                                  |                                     |                  |
| 2022     | Anna Danilina Anna-Lena Friedsam | Katarzyna Kawa Alicja Rosolska      | 6-4, 5-7, [10-5] |
| 2023     | Heather Watson Yanina Wickmayer  | Weronika Falkowska Katarzyna Piter  | 6-4, 6-4         |